# Діана Рігг
Енід Діа́на Елізабет Рігг (англ. Enid Diana Elizabeth Rigg; 20 липня 1938, Донкастер, Йоркшир — 10 вересня 2020, Лондон) — британська акторка театру, кіно та телебачення.

## Життєпис
Народилась 20 липня 1938 року в місті Донкастер, графство Йоркшир, в родині інженера-залізничника Льюїса Рігга (1903—1968) та Беріл Галлівелл (1908—1981). У двомісячному віці разом з матір'ю переїхала до Індії, у місто Біканер, де її батько служив на керівній посаді на залізниці. Вісім років потому Діана повернулася до Англії, де була зарахована до школи-інтернату.
1955 року, після закінчення школи, вступила до Королівської академії драматичного мистецтва, яку закінчила 1957 року. Її театральний дебют відбувся 24 червня 1957 року, — вона зіграла роль Нателли Абашвілі у постановці «Кавказьке крейдяне коло» за п'єсою Брехта. У 1958—1971 роках працювала у Королівському Шекспірівському театрі, пізніше співпрацювала з Національним театром Великої Британії, а також брала участь у багатьох постановках як у Англії, так і в США.
Її теледебют відбувся у квітні 1961 року в телепостановці за п'єсою «Ундіна». Першою її роллю у кіно стала Єлена у фільмі «Сон літньої ночі», випущеного 1968 року.
Світову відомість принесли ролі Емми Піл у телесеріалі «Месники» (1965—1968) та Трейсі ді Вінченцо, дівчини Джеймса Бонда, у фільмі «На секретній службі Її Величності» (1969). У 1973—1974 роках виконала головну роль в американському комедійному серіалі «Діана», після чого брала участь у багатьох успішних проектах як у кіно, так й на телебаченні.
З початку 1990-х років знову почала багато грати на сцені. Найуспішнішою була головна роль у п'єсі «Медея», за яку вона 1994 року отримала премією Тоні за найкращу жіночу роль у п'єсі. 1988 року акторка була удостоєна ордену Британської імперії командорського ступеня (CBE), а 1994 року — титулу Дами-командора (DBE). 1997 року Діана Рігг отримала премію Еммі як найкраща акторка другого плану за роль місіс Денверс у телефільмі «Ребекка», де її партнерами по знімальному майданчику стали Чарльз Денс, Емілія Фокс та Фей Данавей.
У 2013—2017 роках виконувала роль Оленни Тайрел у телесеріалі «Гра престолів», за яку чотири рази номінувалася на премію Еммі як найкраща запрошена акторка у драматичному телесеріалі.
Діана Рігг померла 10 вересня 2020 року у Лондоні в 82-річному віці від раку легень, який їй було діагностованого у березні того ж року.

## Особисте життя
Діана Рігг двічі була у шлюбі, кожен з яких завершився розлученням:
- 1973—1976 — Менахем Геффен, ізраїльський художник;
- 1982—1990 — Арчі Стірлінг, театральний продюсер та шотландський аристократ. 30 травня 1977 року в подружжя народилася дочка Рейчел Стірлінг[en], яка також стала акторкою. Шлюб розпався, коли стало відомо про стосунки Стірлінга з акторкою Джоелі Річардсон[12].

## Вибрана фільмографія
| Рік       |    | Українська назва                  | Оригінальна назва                             | Роль                                |
| --------- | -- | --------------------------------- | --------------------------------------------- | ----------------------------------- |
| 1965—1968 | с  | Месники                           | The Avengers                                  | Емма Піл                            |
| 1968      | ф  | Сон літньої ночі                  | A Midsummer night's dream                     | Єлена                               |
| 1969      | ф  | Бюро вбивств                      | The Assassination Bureau                      | Соня Вінтер                         |
| 1969      | ф  | На секретній службі Її Величності | On Her Majesty's Secret Service               | Трейсі ді Вінченцо                  |
| 1970      | ф  | Юлій Цезар                        | Julius Caesar                                 | Порція                              |
| 1971      | ф  | Лікарня                           | The Hospital                                  | Барбара Драммонд                    |
| 1978      | ф  | Театр крові                       | Theater of Blood                              | Едвіна Лайонгарт                    |
| 1973—1974 | с  | Діана                             | Diane                                         | Діана Сміт                          |
| 1975      | тф | У монастирі Брид                  | In This House of Brede                        | Філіппа                             |
| 1977      | ф  | Маленька нічна серенада           | Little Night Music                            | графиня Шарлотта Міттенхайм         |
| 1979      | с  | Орестея                           | Oresteia                                      | Клітемнестра                        |
| 1980      | тф | Маркіза                           | The Marquise                                  | Елоїза                              |
| 1981      | тф | Гедда Габлер                      | Hedda Gabler                                  | Гедда Габлер                        |
| 1981      | ф  | Велика лялькова подорож           | The Great Muppet Caper                        | леді Голідей                        |
| 1982      | ф  | Зло під сонцем                    | Evil Under the Sun                            | Арлена Стюарт-Маршалл               |
| 1982      | тф | Свідок обвинувачення              | Witness for the Prosecution                   | Крістін Воль                        |
| 1983      | тф | Король Лір                        | King Lear                                     | Регана                              |
| 1985      | с  | Холодний дім                      | Bleak House                                   | леді Дедлок                         |
| 1986      | тф | Найгірша відьма                   | The Worst Witch                               | міс Констант Гардбрум               |
| 1987      | ф  | Білосніжка                        | Snow White                                    | Зла королева                        |
| 1989      | с  | Материнська любов                 | Mother Love                                   | Гелена Везі                         |
| 1992      | тф | Місіс Гарріс їде до Парижу        | Mrs 'Arris Goes to Paris                      | мадам Кольбер                       |
| 1993      | с  | Шлях на Ейвонлі                   | Road to Avonlea                               | леді Блеквелл                       |
| 1993      | тф | Агент на ім'я Даліла              | Running Delilah                               | Джудіт                              |
| 1993      | ф  | Чингісхан                         | Genghis khan                                  | Фріда фон Стангель                  |
| 1994      | ф  | Добра людина в Африці             | A Good Man in Africa                          | Хлоя                                |
| 1995      | тф | Зоя                               | Zoya                                          | Євгенія                             |
| 1995      | тф | Привид Гелен Вокер                | The Haunting of Helen Walker                  | місіс Гровз                         |
| 1996      | тф | Успіхи та невдачі Молл Флендерс   | The Fortunes and Misfortunes of Moll Flanders | місіс Голайтлі                      |
| 1996      | тф | Самсон і Даліла                   | Samson and Delilah                            | Мара                                |
| 1997      | тф | Ребекка                           | Rebecca                                       | місіс Денверс                       |
| 1997      | ф  | Фатальні постріли                 | Parting Shots                                 | Ліза                                |
| 1998—2000 | с  | Таємниці місіс Бредлі             | The Mrs Bradley Mysteries                     | місіс Адела Бредлі                  |
| 2000      | с  | Постання світу                    | In the Begging                                | Ревека у старшому віці              |
| 2001      | с  | Вікторія і Альберт                | Viktoria & Albert                             | баронесса Лецен                     |
| 2003      | с  | Останній король                   | Charles II: The Power & the Passion           | королева Генрієтта Марія Французька |
| 2005      | ф  | Гайді                             | Heidi                                         | бабуся                              |
| 2006      | с  | Масовка                           | Extras                                        | камео                               |
| 2006      | ф  | Розмальована вуаль                | The Painted Veil                              | мати-настоятелька                   |
| 2013      | с  | Доктор Хто: Багряний жах          | Doctor Who: The Crimson Horror                | місіс Вініфред Гілліфлавер          |
| 2013—2017 | с  | Гра престолів                     | Game of Thrones                               | Оленна Тайрел                       |
| 2015—2017 | с  | Супергерой на півставки           | Penn Zero: Part-time Hero                     | мер Пінк Панда (голос)              |
| 2015—2017 | с  | Шукачи скарбів                    | Detectorists                                  | Вероніка                            |
| 2016      | с  | Вікторія                          | Viktoria                                      | герцогиня Баклю                     |
| 2017      | ф  | Дихай                             | Breathe                                       | леді Невілл                         |
| 2020      | с  | Всі створіння, великі й малі      | All Creatures Great and Small                 | місіс Памфрі                        |
| 2020      | с  | Чорний нарцис                     | Black Narcissus                               | Мати Доротея                        |
| 2021      | ф  | Минулої ночі в Сохо               | Last Night in Soho                            | міс Коллінз                         |

## Нагороди та номінації
Золотий глобус
- 1972 — Номінація на найкращу акторку другого плану у кінофільмі (Лікарня).

BAFTA
- 1990 — Найкраща акторка у телесеріалі («Материнська любов»).
- 2000 — Спеціальна премія («Месники», спільно з Онор Блекман, Джоанною Ламлі та Ліндою Торсон).

Еммі
- 1967 — Номінація на найкращу акторку у драматичному телесеріалі (Месники).
- 1968 — Номінація на найкращу акторку у драматичному телесеріалі (Месники).
- 1975 — Номінація на найкращу акторку у мінісеріалі або телефільмі (У монастирі Брид).
- 1997 — Найкраща акторка другого плану у фільмі або мінісеріалі («Ребекка»).
- 2002 — Номінація на найкращу акторку у фільмі або мінісеріалі (Вікторія і Альберт).
- 2013 — Номінація на найкращу запрошену акторку у драматичному телесеріалі (Гра престолів).
- 2014 — Номінація на найкращу запрошену акторку у драматичному телесеріалі (Гра престолів).
- 2015 — Номінація на найкращу запрошену акторку у драматичному телесеріалі (Гра престолів).
- 2018 — Номінація на найкращу запрошену акторку у драматичному телесеріалі (Гра престолів).

Премія Лоуренса Олів'є
- 1994 — Номінація на найкращу жіночу роль у п'єсі (Медея).
- 1996 — Номінація на найкращу жіночу роль у п'єсі (Матінка Кураж та її діти).
- 1997 — Номінація на найкращу жіночу роль у п'єсі (Хто боїться Віржинію Вульф?)
- 1999 — Номінація на найкращу жіночу роль у п'єсі (Британік / Федра).

Тоні
- 1971 — Номінація на найкращу жіночу роль у п'єсі (Абеляр і Елоїза).
- 1975 — Номінація на айкращу жіночу роль у п'єсі (Мізантроп).
- 1994 — Найкраща жіноча роль у п'єсі (Медея).
- 2018 — Номінація на найкращу жіночу роль другого плану у мюзиклі (Моя чарівна леді).

Драма Деск
- 1975 — Номінація на найкращу жіночу роль у п'єсі (Мізантроп).
- 1994 — Номінація на найкращу жіночу роль у п'єсі (Медея).
- 2018 — Номінація на найкращу жіночу роль другого плану в мюзиклі (Моя чарівна леді).

Сатурн
- 2022 — Номінація на найкращу акторку другого плану (Минулої ночі у Сохо)[13].